# Landkreis Northeim
Der Landkreis Northeim ist ein Landkreis im südlichen Niedersachsen.

## Geografie

### Nachbarkreise
Der Landkreis grenzt im Uhrzeigersinn im Nordwesten beginnend an die Landkreise Holzminden, Hildesheim, Goslar und Göttingen (alle in Niedersachsen) sowie an den Landkreis Kassel (in Hessen) und an den Kreis Höxter (in Nordrhein-Westfalen). Die West-Ost-Ausdehnung beträgt ca. 48 km (Dreiländereck an der Weser bis Lindau), von Nord nach Süd sind es 45 km (Gehrenrode bis Offensen).

### Gebietsexklave
Eine Besonderheit stellt das zur Stadt Uslar gehörende Dorf Fürstenhagen dar. Fürstenhagen ist eine Exklave des Landkreises Northeim, da das Dorf zu etwa drei Vierteln vom Landkreis Kassel und zu etwa einem Viertel vom Landkreis Göttingen eingeschlossen wird. Die einzige Straßenverbindung nach Fürstenhagen führt vom Landkreis Northeim aus durch das hessische Dorf Heisebeck. Vom Landkreis Göttingen aus erreicht man das Dorf dagegen nur über Waldpfade.

### Geologie
Der Landkreis liegt im Weser-Leine-Bergland. Die Leine fließt im östlichen Kreisgebiet im Leinegraben in Süd-Nord-Richtung. Im Nordosten grenzt der Landkreis an die westlichen Ausläufer des Harzes. Durch die Weser wird er im Südwesten begrenzt. Dort liegt auch das Buntsandsteinmassiv Solling. Im zentralen Kreisgebiet wird die ebene Keuperformation des Leinegrabens von kleineren Höhenzügen (Heber, Hube, Selter) unterbrochen, die teils aus Muschelkalk (wie die Amtsberge) und teils auch aus Buntsandstein (wie der Ahlsburg) aufgebaut sind. Höchste Erhebung im Kreisgebiet ist die Große Blöße (528 m ü. NN) im Solling bei Dassel.

### Naturschutz
Zwischen den beiden Mittelzentren dieses Landkreises, Northeim und Einbeck, bildet die Leineniederung in Verbindung mit den angrenzenden Flächen des Polders I und der Northeimer Seenplatte ein Naturschutzgebiet, das insbesondere für einige Arten von Entenvögeln von nationaler Bedeutung ist. Das Gebiet ist ein zentrales Rastgebiet im Zugkorridor mehrerer Zugvogelarten und ist als Europäisches Vogelschutzgebiet geschützt. Im westlichen Kreisgebiet beginnt der Naturpark Solling-Vogler, zweitgrößtes zusammenhängendes Waldgebiet und Mittelgebirge Niedersachsens, an den Gemeindegrenzen von Bodenfelde, Dassel, Hardegsen und Uslar. Größere Flächen sind ihrem vielfältigen Charakter und ihrer Erholungsfunktion entsprechend als Landschaftsschutzgebiet ausgewiesen.
Siehe auch:
- Liste der Naturschutzgebiete im Landkreis Northeim
- Liste der Landschaftsschutzgebiete im Landkreis Northeim
- Liste der Naturdenkmale im Landkreis Northeim
- Liste der geschützten Landschaftsbestandteile im Landkreis Northeim

## Geschichte
Der Kreis wurde am 1. April 1885 im Zuge der Neugliederung der preußischen Provinz Hannover aus dem Amt Northeim sowie den Städten Northeim und Moringen gebildet. Am 1. Oktober 1932 wurde er um den Kreis Uslar erweitert. 1962 wurden der zu Northeim gehörende östliche Teil von Neuhaus im Solling an den Landkreis Holzminden abgetreten. Am 1. Oktober 1971 wurden die Hannoverschen Klippen an den nordrhein-westfälischen Kreis Höxter abgetreten. Am 1. Januar 1973 wurde das Gebiet des Fleckens Adelebsen an den Landkreis Göttingen abgetreten. Durch die Gründung der Gemeinde Katlenburg-Lindau kam die ehemalige Gemeinde Lindau des Landkreises Duderstadt hinzu. Lindau ist somit der einzige Ort des Eichsfeldes im Landkreis. Am 1. Januar 1973 kamen auch die Gemeinde Silberborn und der Flecken Lauenförde zum Landkreis Holzminden. Am 1. März 1974 wurden der Landkreis Einbeck und der Landkreis Northeim aufgelöst und zusammen mit acht Gemeinden des Landkreises Gandersheim, der dann aufgelösten Samtgemeinde auf dem Berge, zu einem neuen Landkreis Northeim vereinigt. Am 1. August 1977 kamen die Gemeinde Kalefeld des Landkreises Osterode am Harz sowie die Stadt Bad Gandersheim und die Gemeinde Kreiensen des Landkreises Gandersheim hinzu. Zum 1. Januar 2013 wurde die Gemeinde Kreiensen in die Stadt Einbeck eingemeindet, die seitdem die größte Stadt des Landkreises ist.
Der Landkreis war zuerst dem Regierungsbezirk Hildesheim und ab 1978 dem Regierungsbezirk Braunschweig angehörig, ehe dieser 2004 aufgelöst wurde.
Der Verlauf der Westgrenze des Landkreises lässt sich auf die Westgrenze der Grafschaft Dassel im Hochmittelalter zurückführen.
Von 2009 bis 2013 prüften die politischen Institutionen eine Fusion des Landkreises Northeim mit den benachbarten Landkreisen Göttingen und Osterode in verschiedenen Konstellationen zu Synergiezwecken. Im April 2012 wurde ein Bürgerbegehren gegen die Fusion bei Landrat Michael Wickmann (SPD) angezeigt. Für das Bürgerbegehren kamen aber zu wenig Unterschriften zusammen. Im Februar 2013 riet der Northeimer Landrat schließlich von einer Fusion ab, die Gespräche wurden beendet, obwohl die rot-grüne Mehrheit im Kreistag weiter für eine Fusion plädierte. Die Gespräche über eine Dreier-Fusion sind letztlich gescheitert. Gespräche über die Zweier-Fusion der Kreise Göttingen und Osterode ohne Northeim verliefen hingegen positiv, wodurch die Fusion der beiden Landkreise am 1. November 2016 umgesetzt wurde.

### Einwohnerstatistik
Der Landkreis Northeim wurde sowohl 1932 als auch 1977 deutlich vergrößert.

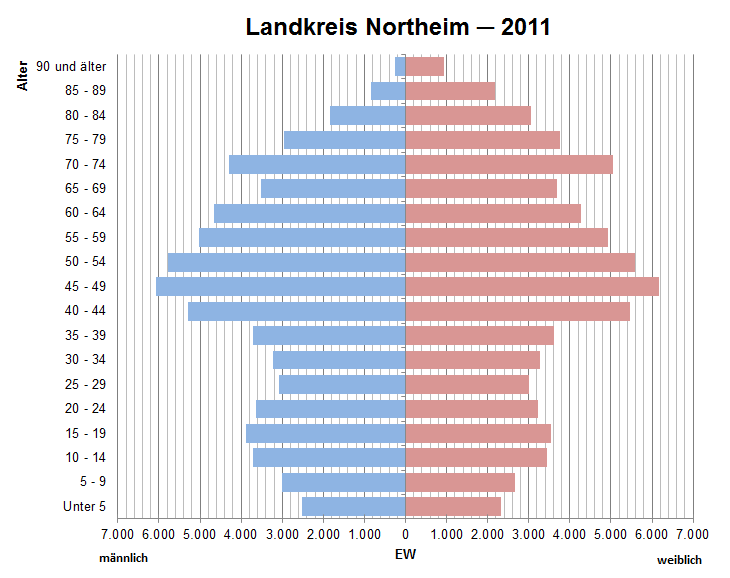
Bevölkerungspyramide für den Kreis Northeim (Datenquelle: Zensus 2011.)

| Jahr | Einwohner | Quelle |
| ---- | --------- | ------ |
| 1890 | 30.152    | [ 10 ] |
| 1900 | 30.848    | [ 10 ] |
| 1910 | 32.408    | [ 10 ] |
| 1925 | 34.217    | [ 10 ] |
|      |           |        |
| 1939 | 57.859    | [ 10 ] |
| 1950 | 106.2260  | [ 10 ] |
| 1960 | 89.800    | [ 10 ] |
| 1970 | 90.500    | [ 11 ] |
|      |           |        |
| 1980 | 151.800   | [ 12 ] |
| 1990 | 150.744   | [ 13 ] |
| 2000 | 151.112   | [ 13 ] |
| 2010 | 139.630   | [ 13 ] |
| 2020 | 131.772   | [ 13 ] |

### Konfessionsstatistik
Laut der Volkszählung 2011 waren von dem 137.455 Einwohner 65,4 % evangelisch, 11,5 % römisch-katholisch und 23,1 % gehörten einer anderen Religionsgemeinschaft oder keiner solchen an oder machten keine Angabe. Ende 2017 hatte der Landkreis Northeim 57.184 evangelische Einwohner (1083 weniger als ein Jahr zuvor). Ende 2020 hatte der Landkreis Northeim 53.419 evangelische Einwohner. Die Zahl der Kirchenmitglieder geht im Kreis weiter zurück. Um 1350 (2,6 %) ist sie im Jahr 2022 auf 51.267 gesunken.

## Politik

### Kreistag
Die Wahlperiode des Kreistags beträgt gemäß § 28 der Niedersächsischen Landkreisordnung (NLO) 5 Jahre, beginnt am 1. November des Wahljahres einer Kommunalwahl und endet am 31. Oktober des darauffolgenden Wahljahres. Gemäß § 26 NLO besteht der Kreistag aus den Kreistagsabgeordneten sowie der Landrätin bzw. dem Landrat, die bzw. der kraft ihres bzw. seines Amtes ebenfalls Mitglied des Kreistags ist. Gemäß § 27 NLO beträgt die Anzahl der Kreistagsabgeordneten des Landkreises Northeim 50 zuzüglich der Landrätin bzw. dem Landrat. Ab der Kommunalwahl am 11. September 2011 gilt das am 1. November 2011 in Kraft tretende Niedersächsische Kommunalverfassungsgesetz (NKomVG), in dem die Sitzverteilung in § 46 geregelt ist und im Vergleich zur NLO nicht geändert wurde.
| Kreistag Landkreis Northeim – Kommunalwahl 2021 | Kreistag Landkreis Northeim – Kommunalwahl 2021                                                                                                   |
| --- | --- |
| Kreistagswahl 2021Wahlbeteiligung: 59,7 % (2016: 53,6 %) %403020100 39,9 %25,9 %11,6 %9,3 %5,4 %2,6 %2,1 %1,6 %1,6 %n. k. % SPDCDUFDPGrüneAfDLinkeNOM21gGfEhEB KlossiSonst.Gewinne und Verlusteim Vergleich zu 2016 %p 6 4 2 0 −2 −4 −6−0,9 %p−5,2 %p+4,5 %p+2,5 %p−3,1 %p+0,4 %p+0,7 %p+0,1 %p+1,6 %p−1,0 %pSPDCDUFDPGrüneAfDLinkeNOM21GfEEB KlossSonst.Anmerkungen:g NORTHEIM 21h Gemeinsam für Einbecki Einzelwahlvorschlag Alexander Kloss | Sitzverteilung im Kreistag seit 2021Insgesamt 50 Sitze - Linke: 1 - SPD: 20 - Grüne: 4 - FDP: 6 - GfE: 1 - NOM21: 1 - Kloss: 1 - CDU: 13 - AfD: 3 |

Die Wahlergebnisse der Kreistageswahlen seit 2001 sind in folgender Tabelle dargestellt:
| Parteien und Wählergemeinschaften | Parteien und Wählergemeinschaften           | % 2021 | Sitze 2021 | % 2016 | Sitze 2016 | % 2011 | Sitze 2011 | % 2006 | Sitze 2006 | % 2001 | Sitze 2001 |
| --------------------------------- | ------------------------------------------- | ------ | ---------- | ------ | ---------- | ------ | ---------- | ------ | ---------- | ------ | ---------- |
| SPD                               | Sozialdemokratische Partei Deutschlands     | 39,9   | 20         | 40,8   | 20         | 42,9   | 21         | 45,6   | 23         | 45,4   | 26         |
| CDU                               | Christlich Demokratische Union Deutschlands | 25,9   | 13         | 31,1   | 16         | 33,0   | 17         | 38,0   | 19         | 37,9   | 22         |
| FDP                               | Freie Demokratische Partei                  | 11,6   | 6          | 7,1    | 4          | 6,5    | 3          | 9,0    | 4          | 8,9    | 5          |
| Grüne                             | Bündnis 90/Die Grünen                       | 9,3    | 4          | 6,8    | 3          | 9,9    | 5          | 5,2    | 3          | 5,1    | 2          |
| AfD                               | Alternative für Deutschland                 | 5,4    | 3          | 8,5    | 4          | —      | —          | —      | —          | —      | —          |
| Linke                             | Die Linke (2001 als PDS)                    | 2,6    | 1          | 2,2    | 1          | 2,6    | 1          | 2,3    | 1          | 1,1    | 0          |
| NOM21                             | NORTHEIM 21                                 | 2,1    | 1          | 1,4    | 1          | 1,5    | 1          | —      | —          | —      | —          |
| GfE                               | Gemeinsam für Einbeck                       | 1,6    | 1          | 1,5    | 1          | 3,2    | 2          | —      | —          | —      | —          |
| NPD                               | Nationaldemokratische Partei Deutschlands   | —      | —          | 0,6    | 0          | —      | —          | —      | —          | —      | —          |
| Piraten                           | Piratenpartei Deutschland                   | —      | —          | —      | —          | 0,4    | 0          | —      | —          | —      | —          |
| WG                                | Wählergruppen                               | —      | —          | —      | —          | —      | —          | —      | —          | 1,2    | 0          |
| REP                               | Die Republikaner                            | —      | —          | —      | —          | —      | —          | —      | —          | 0,2    | 0          |
| EB                                | Einzelbewerber Alexander Kloss              | 1,6    | 1          | —      | —          | —      | —          | —      | —          | 0,1    | 0          |
| Gesamt                            | Gesamt                                      | 100    | 50         | 100    | 50         | 100    | 50         | 100    | 50         | 100    | 55         |
| Wahlbeteiligung                   | Wahlbeteiligung                             | 59,7 % | 59,7 %     | 53,6 % | 53,6 %     | 56,8 % | 56,8 %     | 58,5 % | 58,5 %     | 63,5 % | 63,5 %     |

- Wählergruppen, da sich das Ergebnis von 2001 nicht auf einzelne Wählergruppen aufschlüsseln lässt.
- Neben den gewählten Kreistagsabgeordneten gehört der Landrat dem Kreistag an.

Die Kreistagsfraktionen von SPD, Grünen und FDP haben eine Gruppe gebildet.
Bezüglich der Bundestagswahlen liegt eine Zweiteilung des Landkreises vor. Während fast der gesamte Landkreis zum Wahlkreis 52 Goslar – Northeim – Osterode gehört, gehören die Stadt Uslar und der Flecken Bodenfelde zum Wahlkreis 47 Hameln-Pyrmont – Holzminden.

### Landräte
Liste der Landräte des Landkreises Northeim:
| Zeitraum                               | Name                     | Partei |
| -------------------------------------- | ------------------------ | ------ |
| 1885–1890                              | Alfred von Grote         |        |
| 1890–1919                              | Max Kricheldorff         |        |
| 1920–1927                              | Georg Schuster           |        |
| 1927 – April 1930                      | Hermann Conring          |        |
| April 1930 – August 1932               | Erich Kirschbaum         |        |
| September 1932 – April 1945            | Otto von der Schulenburg | NSDAP  |
| April 1945 – 2. September 1945         | Carl Querfurt            | SPD    |
| 3. September 1945 – 20. September 1945 | Karl Bathe*              |        |
| 21. September 1945 – 30. November 1945 | Willi Vollbrecht*        |        |
| 1. Februar 1946 – 17. Juni 1946        | Erich Danehl*            | SPD    |
| 17. Juni 1946 – 26. Oktober 1946       | Georg Diederichs         | SPD    |
| 26. Oktober 1946 – 28. Dezember 1948   | Erich Gerlach            | SPD    |
| 28. Dezember 1948 – 4. Dezember 1952   | Ernst Carstens           |        |
| 4. Dezember 1952 – 30. November 1953   | Hans Engel               |        |
| 30. November 1953 – 30. November 1954  | Mannsfeld Thurm          |        |
| 30. November 1954 – 21. November 1955  | Hans Engel               |        |
| 21. November 1955 – 26. November 1956  | Mannsfeld Thurm          |        |
| 26. November 1956 – 14. Juli 1958      | Carl Graf von Hardenberg |        |
| 14. Juli 1958 – 8. April 1961          | Willy Belz               |        |
| 8. April 1961 – 23. Oktober 1964       | Ernst Hauk               |        |
| 23. Oktober 1964 – 25. Oktober 1968    | Erwin Schmidt            |        |
| 25. Oktober 1968 – 24. April 1973      | Wilhelm Gehrke           | SPD    |
| 24. April 1973 – 3. November 1981      | Axel Endlein             | SPD    |
| 3. November 1981 – 10. November 1986   | Hans-Peter Voigt         | CDU    |
| 10. November 1986 – 31. Oktober 2001** | Axel Endlein             | SPD    |
| 2. November 2001 – 31. August 2015***  | Michael Wickmann         | SPD    |
| seit 17. März 2016                     | Astrid Klinkert-Kittel   | SPD    |

*: Von der Militärregierung der Britischen Besatzungszone eingesetzt

**: Jeweils 7 Tage Unterbrechung von 1. November 1991 – 7. November 1991 und vom 1. November 1996 – 7. November 1996. Nach Ende seiner Amtszeit wurde er vom Kreistag zum Ehrenlandrat ernannt.

***: Vom 2. November 2001 bis 30. April 2002 war er zunächst ehrenamtlicher, seit dem 1. Mai 2002 ist er hauptamtlicher Landrat des Landkreises Northeim (1. hauptamtlicher Landrat nach Ende des Zweiten Weltkriegs).
Die erste reguläre Amtszeit von Wickmann war am 31. Oktober 2011 abgelaufen. Per Kreistagsbeschluss wurde sie bis zum 31. Oktober 2013 verlängert. Hintergrund war die mittlerweile fehlgeschlagene Bemühung um eine Kreisreform mit den Landkreisen Osterode und Göttingen. Bei der Landratswahl am 6. Oktober 2013 erhielt er 51,87 Prozent (2002 = 51,7 %) der abgegebenen Stimmen und wurde damit erneut zum Landrat gewählt. Die neue Amtszeit begann am 1. November 2013 und sollte ursprünglich acht Jahre dauern. Mit Wirkung zum 1. September 2015 schied Wickmann auf eigenen Wunsch aus gesundheitlichen Gründen vorzeitig aus dem Amt. Zu seiner Nachfolgerin wurde Astrid Klinkert-Kittel gewählt, die ebenfalls der SPD angehört. Sie wurde am 12. September 2021 mit 60,2 % gegen Christian Grascha (FDP, 38,8 %) wiedergewählt.

### Oberkreisdirektor
Da der Landrat in der nationalsozialistischen Zeit sehr viel Macht ohne ausreichende Kontrolle besaß, wurde von der britischen Militärregierung 1946 der Oberkreisdirektor als Leiter der Verwaltung eingeführt. Aufgrund der Doppelspitze in der niedersächsischen Kommunalverwaltung lag die Verwaltung zeitweilig nicht in den Händen der Landräte, die fortan ehrenamtliche Repräsentanten des Landkreises waren, sondern in der der gewählten Oberkreisdirektoren. Durch die Reform des Niedersächsischen Kommunalverfassungsrechts von 1996 wurde die Abschaffung dieser Doppelspitze beschlossen. Im Landkreis Northeim ist dies mit der Wahl von Michael Wickmann, der seit dem 1. Mai 2002 gewählter hauptamtlicher Landrat ist, geschehen.
Liste der Oberkreisdirektoren des Landkreises Northeim:
| Zeitraum                       | Name                |
| ------------------------------ | ------------------- |
| Mai 1946 – Oktober 1946        | Hartwig F. Ziegler* |
| November 1946 – Oktober 1958   | Erich Michel        |
| November 1958 – Oktober 1970   | Friedrich Sauerwein |
| März 1971 – März 1977          | Wolfgang Senger     |
| April 1977 – September 1980    | Udo Cahn von Seelen |
| Oktober 1980 – 1. April 2001** | Ralf-Reiner Wiese   |

*: Von der Militärregierung der Britischen Besatzungszone eingesetzt

**: Wiederwahl am 20. März 1992 für 12 Jahre. Im März 2001 hat Ralf-Reiner Wiese sein Amt mit sofortiger Wirkung an den Kreistag zurückgegeben, um dann Altersteilzeit und Freistellungsphase vom 1. April 2001 – 28. Februar 2002 zu nutzen.

### Wappen und Flagge

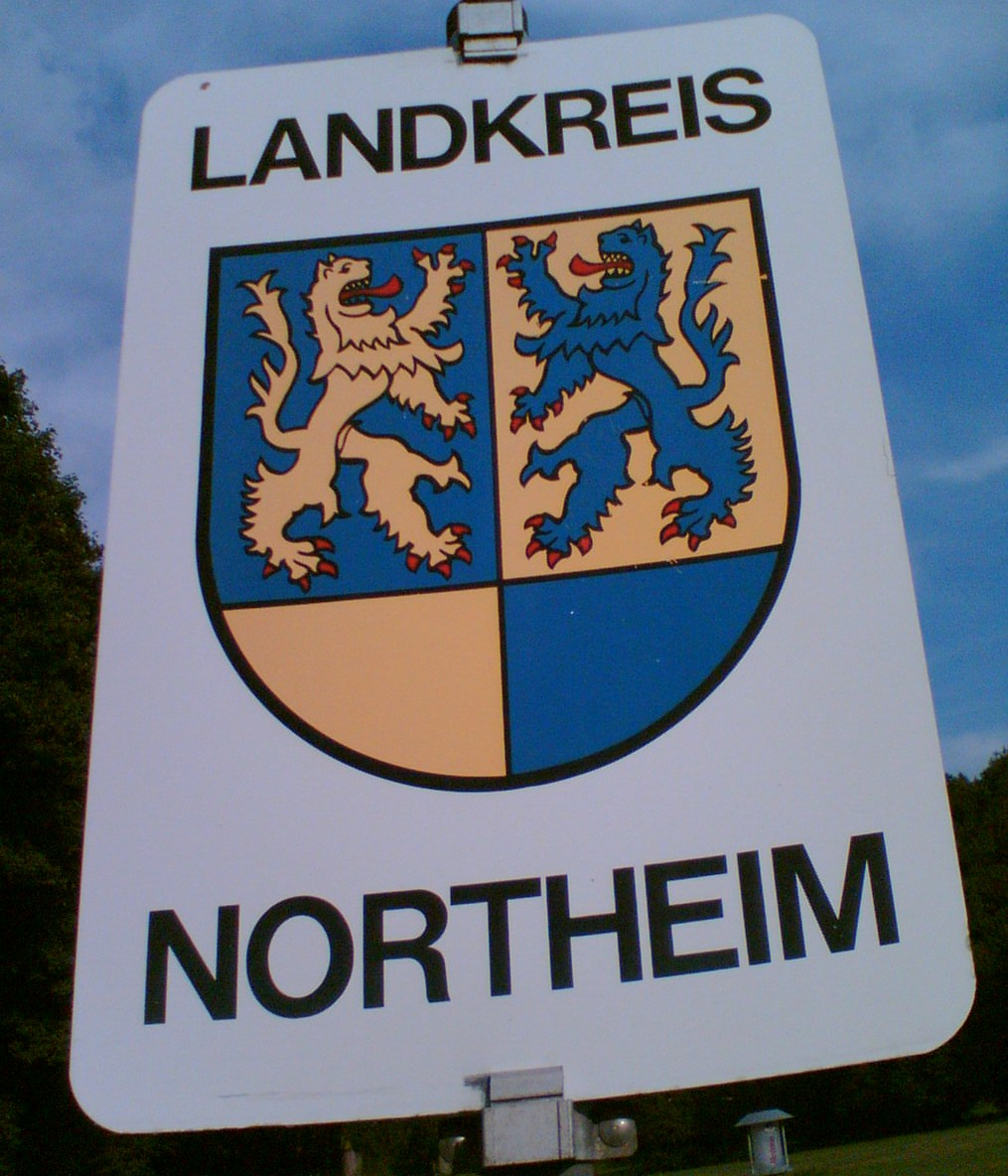

Die Blasonierung des Wappens lautet: „Im von Blau und Gold gespaltenen Schild zwei aufgerichtete rotgezungte Löwen in Gegenstellung in verwechselten Farben über einem ebenfalls gespaltenen Schildfuß in gleichfalls verwechselten Farben.“ Das Wappen wurde am 22. Juli 1948 genehmigt.
Die beiden Löwen stehen für die Landkreise Northeim und Uslar, aus denen 1932 der neue Kreis Northeim entstand. Die rechte Hälfte entspricht der rechten Hälfte des Wappens des Altkreises Uslar. Der Löwe stellt dabei das Wappentier der Welfen dar, die über Jahrhunderte über das hiesige und zum Herzogtum Braunschweig-Lüneburg gehörende Territorium herrschten.
Die Beschreibung der Flagge lautet: „Die obere Hälfte ist blau, die untere gelb; in der Mitte das Wappen des Landkreises.“

### Partnerschaft
Seit März 2003 besteht eine Partnerschaft des Landkreises Northeim mit dem Powiat Człuchów (früher Landkreis Schlochau) in Polen.

## Wirtschaft und Infrastruktur

### Wirtschaft
Der Landkreis Northeim ist Teil der Region Südniedersachsen, deren Weiterentwicklung die Südniedersachsenstiftung unterstützt.
Die Industrialisierung des Landkreises wurde durch die Lage der Region im Zonenrandgebiet bis zur Wiedervereinigung benachteiligt.
Dementsprechend und aufgrund geeigneter Bodenstruktur tragen Land-, Forst- und Viehwirtschaft nach wie vor zur gesamten Wirtschaftsleistung bei und prägen die Kulturlandschaft des Landkreises. Zudem sind zahlreiche mittelständische Industriebetriebe ansässig.
Der Landkreis ist eine Ziel-2-Region des europäischen Fonds für regionale Entwicklung (EFRE). Seit 2011 ist er Mitglied der Metropolregion Hannover-Braunschweig-Göttingen-Wolfsburg.
Im Zukunftsatlas 2016 belegte der Landkreis Northeim Platz 292 von 402 Landkreisen, Kommunalverbänden und kreisfreien Städten in Deutschland und zählt damit zu den Regionen mit „ausgeglichenem Chancen-Risiko Mix“ für die Zukunft.

### Verkehr

#### Straße
Durch das östliche Kreisgebiet verläuft die Bundesautobahn 7 Hannover – Kassel in Nord-Süd-Richtung (4 Anschlussstellen im Kreisgebiet) wie auch die Bundesstraße 3 (Einbeck - Northeim - Göttingen). Die Bundesstraßen 64 (Bad Gandersheim - Eschershausen) und 241 (Osterode - Northeim - Uslar - Warburg) verlaufen in West-Ost-Richtung durch das Kreisgebiet. Außerdem sind die Bundesstraßen 445 (Bad Gandersheim - Echte), 248 (Braunschweig - Seesen - Northeim), 446 (Hardegsen - Duderstadt), 497 (Schönhagen - Holzminden) und 247 (Katlenburg - Eichsfeld) zu nennen.

#### Schiene
Im Landkreis Northeim gibt es zwei größere Schienenknotenpunkte.
In Kreiensen, wo braunschweigisches Territorium das Leinetal schnitt, wurde ein bedeutender Bahnknoten angelegt. Die Herzoglich Braunschweigische Staatseisenbahn eröffnete 1856 ihre Strecke von Braunschweig bis hierher und setzte sie 1865 in Richtung Holzminden fort. Heute zweigen sich im Bahnhof Kreiensen von der Bahnstrecke Hannover – Kassel die Strecken nach Langeland und nach Börßum ab.
Der zweite Knotenpunkt im Leinetal entstand in der Stadt Northeim durch Strecken der Preußischen Staatsbahn. Im Bahnhof Northeim kreuzen sich Ost-West-Verbindungen mit der wichtigen Nord-Süd-Achse Hannover – Göttingen. Diese wurde 1854 von der Hannöverschen Staatsbahn erbaut.
Seit 1868 wird in Richtung Herzberg – Nordhausen („Südharzstrecke“) gefahren und seit 1878 auch in der Gegenrichtung nach Uslar/Paderborn („Sollingbahn“). Von dieser Linie zweigt seit 1910 die Bahnstrecke Göttingen – Bodenfelde ab.
Auf der alten Nord-Süd-Strecke verkehren mindestens stündlich Nahverkehrszüge.
Außerdem ist 1988 bis 1991 mit etwa 35 km Länge die Schnellfahrstrecke Hannover – Würzburg hinzugekommen. Diese verläuft ebenfalls in Nord-Süd-Richtung durch das östliche Kreisgebiet wie auch die parallel dazu verlaufende alte Nord-Süd-Strecke. Nächstgelegener Halt auf der ICE-Strecke ist Göttingen.
Zu diesem Netz von Hauptbahnen kamen nur noch wenige Nebenstrecken, die inzwischen weitgehend stillgelegt sind.
Die Braunschweigische Landes-Eisenbahn-Gesellschaft schloss 1879 die Stadt Einbeck an die Bahn im Leinetal an; von dort führte 1883 die Ilmebahn die Gleise bis Dassel in den Solling hinein. Der Abschnitt zwischen Salzderhelden und Einbeck-Mitte wurde im Dezember 2018 wieder für den fahrplanmäßigen Personenverkehr geöffnet.
1921/1927 wurde die Bahnstrecke Uslar – Schönhagen (Han) von der Deutschen Reichsbahn eröffnet (9,62 km).
Die Preußische Staatsbahn verband ab 1902 über die Lammetalbahn Bad Gandersheim in nördlicher Richtung mit Hildesheim.
Bereits 1899 stellte die Kreisbahn Osterode – Kreiensen eine schmalspurige Verbindung zum Nachbarkreis Osterode am Harz her.
Das Eisenbahnnetz vor 1958 umfasste im Landkreis 184 km. Davon wurde ein Drittel (60 km) stillgelegt:
- 1958 bis 1989 schrittweise: Uslar – Schönhagen (Han) 9,62 km
- 1967: Osterode – Goldbach-Marke – Kalefeld – Kreiensen 22 km
- 1975: Lamspringe – Gehrenrode – Bad Gandersheim 10 km und Einbeck Mitte – Dassel 14 km
- 1984: Einbeck-Salzderhelden – Einbeck Mitte (Personenverkehr) 4 km (2018 reaktiviert)
- 2002: Dassel – Markoldendorf (Gesamtverkehr) 5 km
- 2004: Markoldendorf – Juliusmühle (Gesamtverkehr) 2 km

#### Bus
Der Öffentliche Personennahverkehr im Landkreis wird mit Buslinien durchgeführt. Alle Bahn- und Busverbindungen (mit Ausnahme der oben genannten ICE) gehören zum Verkehrsverbund Süd-Niedersachsen (VSN).

#### Radwegnetz
Der Europaradwanderweg R1 und der Leine-Heide-Radweg führen durch den Landkreis. Der Weserradweg verläuft in einer Teilstrecke an der westlichen Landkreisgrenze. Ein Wegenetz am Solling ist zur Mountainbikeregion Solling-Vogler zusammengefasst.

### Gesundheitswesen
| Krankenhaus | Sitz            | 2003 | 2004 | 2005 | 2006 | 2007 | 2008 | 2009 | 2010 | 2011 | 2012 | 2013 | 2014 |
| --- | --------------- | ---- | ---- | ---- | ---- | ---- | ---- | ---- | ---- | ---- | ---- | ---- | ---- |
| HELIOS Albert-Schweitzer-Klinik Northeim | Northeim        | 301  | 290  | 290  | 278  | 273  | 273  | 273  | 275  | 275  | 275  | 250  | 228  |
| Einbecker BürgerSpital bis 2012 AWO Sertürner-Krankenhaus Einbeck                                                                                             | Einbeck         | 158  | 128  | 128  | 118  | 118  | 118  | 118  | 116  | 116  | 116  | 109  | 109  |
| HELIOS-Klinik Bad Gandersheim (ehem. Evangelisches Krankenhaus Bad Gandersheim)                                                                               | Bad Gandersheim | 125  | 110  | 92   | 92   | 98   | 110  | 110  | 110  | 110  | 110  | 110  | 100  |
| Gesundheitszentrum Solling-Oberweser (GSO) (gehörte 2006–2012 zum Klinik und Rehabilitationszentrum Lippoldsberg; zuvor: Albert-Schweitzer-Krankenhaus Uslar) | Uslar           | 65   | 60   | 60   | 55   | 55   | 51   | 44   | 44   | 38   | 35   | 0    | 0    |
| | Gesamt          | 649  | 588  | 570  | 543  | 544  | 552  | 545  | 545  | 539  | 536  | 469  | 437  |

Am Sultmer Berg nahe dem Segelfluggelände baut der Helios-Konzern von 2012 bis 2014 für rund 70 Millionen Euro einen Neubau eines Krankenhauses, der zu 25 Millionen Euro vom Land Niedersachsen gefördert wird. Das bisher innenstadtnahe Areal wird aufgegeben und der Stadt Northeim zur weiteren Stadtteilentwicklung übergeben. Für 2014 sind auch im neuen Klinikum weiterhin 265 Planbetten vorgesehen.
Weiterhin befinden sich am Standort einige Rehabilitationskliniken der Paracelsus-Kliniken (Roswitha-Klinik, Klinik am See, Klinik an der Gande).

## Kultur und Sehenswürdigkeiten
Das erst 2008 entdeckte Harzhornereignis erfährt besonderes mediales Interesse. Beliebt sind auch die unter Naturschutz stehenden Erholungsgebiete wie Solling und Northeimer Seenplatte.
Sehenswert sind weiterhin zahlreiche Baudenkmale (→ Kategorie:Baudenkmal im Landkreis Northeim) und Sakralbauwerke. Beispiele zeugen von den Architekturepochen, in denen sie errichtet wurden:
- Rathaus Einbeck
- Münsterkirche Einbeck - Gotik
- Marktkirche Einbeck

- Klosterkirche Fredelsloh – Romanik
- Sixtikirche Northeim – Gotik
- Eickesches Haus Einbeck – Renaissance
- Kirche Marienstein (Nörten-Hardenberg) – Barock
- Einbecker Bürgerhaus – Rokoko
- Michaeliskirche Dassel – Klassizismus
- Liebfrauenkirche Kalefeld – Neugotik
- Empfangsgebäude Bahnhof Kreiensen – Neorenaissance
- Finanzamt Northeim – Neoklassizismus
- Kreishaus Northeim – Funktionalismus Gebäude des Kreistages und der Kreisverwaltung Northeim

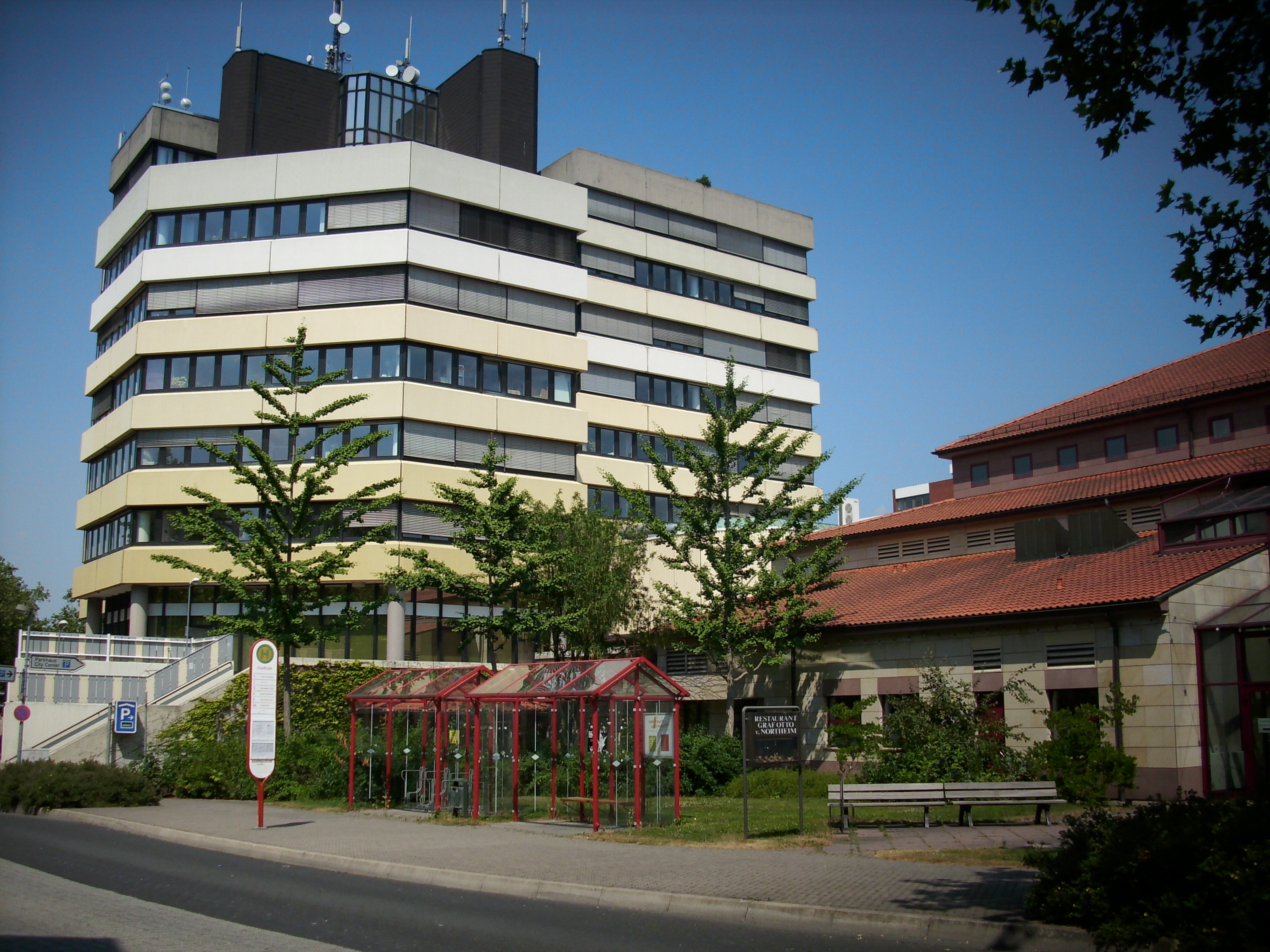
Gebäude des Kreistages und der Kreisverwaltung Northeim

In dem Landkreis ist außerdem ein bemerkenswert breites Spektrum archäologischer Fundstellen nachgewiesen:
- frühmittelalterliche Hügelgräber (im Forst Winnefeld/Nienover; bei Dassel; bei Wachenhausen; über dem Gandersheimer Gänsegrund) und Wallburgen (über Negenborn/Volksen; Hüburg bei Greene; Burgstall Vogelsburg bei Vogelbeck; Turmhügelburg Trögen)
- hochmittelalterliche Wüstungen (Wüstungen Schmeessen und Winnefeld im gemeindefreien Gebiet Solling; Stadtwüstung Nienover)
- Ausgrabung und Teilrekonstruktion der frühneuzeitlichen Waldglashütte am Lakenborn

Zur Pflege kultureller Einrichtungen wurde der Landschaftsverband Südniedersachsen als eingetragener Verein gegründet. Bekannte Museen sind die Blankschmiede Neimke, das Fredelsloher Töpfereimuseum Keramikum und das Portal zur Geschichte. Zu den überregional bedeutenden Kulturveranstaltungen gehören die Gandersheimer Domfestspiele.

## Städte und Gemeinden
In Klammern die Einwohnerzahl am 31. Dezember 2023.
Einheitsgemeinden
1. Bad Gandersheim, Stadt (9033)
2. Bodenfelde, Flecken (2943)
3. Dassel, Stadt (9335)
4. Einbeck, Stadt, selbständige Gemeinde (29.836)
5. Hardegsen, Stadt (7273)
6. Kalefeld (5737)
7. Katlenburg-Lindau (6740)
8. Moringen, Stadt (6633)
9. Nörten-Hardenberg, Flecken (7686)
10. Northeim, Kreisstadt, selbständige Gemeinde (27.522)
11. Uslar, Stadt (13.572)

gemeindefreies Gebiet
- Solling (177,49 km², unbewohnt)

## Ehemalige Gemeinden
Die folgende Tabelle listet alle ehemaligen Gemeinden des Altkreises Northeim (bis 1974) und ihre heutige Zugehörigkeit:
| Gemeinde            | eingemeindet nach                   | Datum der Eingemeindung       | Anmerkung                                                                |
| ------------------- | ----------------------------------- | ----------------------------- | ------------------------------------------------------------------------ |
| Adelebsen           |                                     |                               | bis 1. Oktober 1932 Kreis Uslar seit 1. Januar 1973 Landkreis Göttingen  |
| Ahlbershausen       | Uslar                               | 1. März 1974                  | bis 1. Oktober 1932 Kreis Uslar                                          |
| Allershausen        | Uslar                               | 1. Juli 1968                  | bis 1. Oktober 1932 Kreis Uslar                                          |
| Asche               | Hardegsen                           | 1. März 1974                  |                                                                          |
| Barterode           | Adelebsen                           | 1. Januar 1973                | bis 1. Oktober 1932 Kreis Uslar                                          |
| Behrensen           | Moringen                            | 1. März 1974                  |                                                                          |
| Berka               | Katlenburg-Lindau                   | 1. März 1974                  |                                                                          |
| Berwartshausen      | Northeim                            | 1. März 1974                  |                                                                          |
| Bishausen           | Nörten-Hardenberg                   | 1. März 1974                  |                                                                          |
| Blankenhagen        | Moringen                            | 1. März 1974                  |                                                                          |
| Bollensen           | Uslar                               | 1. März 1974                  | bis 1. Oktober 1932 Kreis Uslar                                          |
| Bühle               | Northeim                            | 1. März 1974                  |                                                                          |
| Delliehausen        | Uslar                               | 1. März 1974                  | bis 1. Oktober 1932 Kreis Uslar                                          |
| Denkershausen       | Northeim                            | 1. März 1974                  |                                                                          |
| Dinkelhausen        | Uslar                               | 1. März 1974                  | bis 1. Oktober 1932 Kreis Uslar                                          |
| Eberhausen          | Adelebsen                           | 1. Januar 1973                | bis 1. Oktober 1932 Kreis Uslar                                          |
| Edesheim            | Northeim                            | 1. März 1974                  |                                                                          |
| Ellierode           | Hardegsen                           | 1. Juni 1970                  |                                                                          |
| Elvershausen        | Katlenburg-Lindau                   | 1. März 1974                  |                                                                          |
| Elvese              | Nörten-Hardenberg                   | 1. Februar 1971               |                                                                          |
| Erbsen              | Adelebsen                           | 1. Januar 1973                | bis 1. Oktober 1932 Kreis Uslar                                          |
| Ertinghausen        | Hardegsen                           | 1. März 1974                  |                                                                          |
| Eschershausen       | Uslar                               | 1. März 1974                  | bis 1. Oktober 1932 Kreis Uslar                                          |
| Espol               | Hardegsen                           | 1. März 1974                  |                                                                          |
| Fehrlingsen         | Asche Hardegsen                     | 1. April 1937 1. März 1974    | bis 1. Oktober 1932 Kreis Uslar                                          |
| Fredelsloh          | Moringen                            | 1. März 1974                  |                                                                          |
| Fürstenhagen        | Uslar                               | 1. März 1974                  | bis 1. Oktober 1932 Kreis Uslar                                          |
| Gierswalde          | Uslar                               | 1. März 1974                  | bis 1. Oktober 1932 Kreis Uslar                                          |
| Gillersheim         | Katlenburg-Lindau                   | 1. März 1974                  |                                                                          |
| Großenrode          | Moringen                            | 1. März 1974                  |                                                                          |
| Güntersen           | Adelebsen                           | 1. Januar 1973                | bis 1. Oktober 1932 Kreis Uslar                                          |
| Hammenstedt         | Northeim                            | 1. März 1974                  |                                                                          |
| Hettensen           | Hardegsen                           | 1. März 1974                  |                                                                          |
| Hevensen            | Hardegsen                           | 1. März 1974                  |                                                                          |
| Hillerse            | Northeim                            | 1. Juli 1970                  |                                                                          |
| Höckelheim          | Northeim                            | 1. Juli 1970                  |                                                                          |
| Hohnstedt           | Northeim                            | 1. März 1974                  |                                                                          |
| Imbshausen          | Northeim                            | 1. März 1974                  |                                                                          |
| Kammerborn          | Uslar                               | 1. März 1974                  | bis 1. Oktober 1932 Kreis Uslar                                          |
| Katlenburg-Duhm     | Katlenburg-Lindau                   | 1. März 1974                  |                                                                          |
| Kreiensen           | Einbeck                             | 1. Januar 2013                | bis 1. August 1977 Landkreis Gandersheim                                 |
| Lagershausen        | Northeim                            | 1. März 1974                  |                                                                          |
| Langenholtensen     | Northeim                            | 1. März 1974                  |                                                                          |
| Lauenförde          |                                     |                               | bis 1. Oktober 1932 Kreis Uslar seit 1. Januar 1973 Landkreis Holzminden |
| Lichtenborn         | Hardegsen                           | 1. März 1974                  |                                                                          |
| Lödingsen           | Adelebsen                           | 1. Januar 1973                | bis 1. Oktober 1932 Kreis Uslar                                          |
| Lütgenrode          | Nörten-Hardenberg                   | 1. März 1974                  |                                                                          |
| Lutterbeck          | Moringen                            | 1. März 1974                  |                                                                          |
| Lutterhausen        | Hardegsen                           | 1. Juni 1970                  |                                                                          |
| Marienstein         | Nörten-Hardenberg                   | 30. September 1928            |                                                                          |
| Nienhagen           | Moringen                            | 1. März 1974                  |                                                                          |
| Nienover            | Bodenfelde                          | 1. März 1974                  | bis 1. Oktober 1932 Kreis Uslar                                          |
| Offensen            | Uslar                               | 1. März 1974                  | bis 1. Oktober 1932 Kreis Uslar                                          |
| Oldenrode           | Moringen                            | 1. März 1974                  |                                                                          |
| Preußisch Neuhaus   | Neuhaus, Lkr. Holzminden Holzminden | 1. Januar 1962 1. Januar 1973 | bis 1. Oktober 1932 Kreis Uslar                                          |
| Schlarpe            | Uslar                               | 1. März 1974                  | bis 1. Oktober 1932 Kreis Uslar                                          |
| Schnedinghausen     | Northeim                            | 1. März 1974                  |                                                                          |
| Schönhagen          | Uslar                               | 1. März 1974                  | bis 1. Oktober 1932 Kreis Uslar                                          |
| Schoningen          | Uslar                               | 1. März 1974                  | bis 1. Oktober 1932 Kreis Uslar                                          |
| Silberborn          | Holzminden                          | 1. Januar 1973                | bis 1. Oktober 1932 Kreis Uslar                                          |
| Sohlingen           | Uslar                               | 1. März 1974                  | bis 1. Oktober 1932 Kreis Uslar                                          |
| Sudershausen        | Nörten-Hardenberg                   | 1. März 1974                  |                                                                          |
| Sudheim             | Northeim                            | 1. März 1974                  |                                                                          |
| Suterode            | Katlenburg-Lindau                   | 1. März 1974                  |                                                                          |
| Thüdinghausen       | Moringen                            | 1. März 1974                  |                                                                          |
| Trögen              | Hardegsen                           | 1. März 1974                  |                                                                          |
| Unterbillingshausen | Bovenden                            | 1. Januar 1973                |                                                                          |
| Üssinghausen        | Hardegsen                           | 1. März 1974                  |                                                                          |
| Vahle               | Uslar                               | 1. März 1974                  | bis 1. Oktober 1932 Kreis Uslar                                          |
| Verliehausen        | Uslar                               | 1. März 1974                  | bis 1. Oktober 1932 Kreis Uslar                                          |
| Vogelbeck           | Einbeck                             | 1. März 1974                  |                                                                          |
| Volpriehausen       | Uslar                               | 1. März 1974                  | bis 1. Oktober 1932 Kreis Uslar                                          |
| Wachenhausen        | Katlenburg-Lindau                   | 1. März 1974                  |                                                                          |
| Wahmbeck            | Bodenfelde                          | 1. März 1974                  | bis 1. Oktober 1932 Kreis Uslar                                          |
| Wibbecke            | Adelebsen                           | 1. Januar 1973                | bis 1. Oktober 1932 Kreis Uslar                                          |
| Wiensen             | Uslar                               | 1. März 1974                  | bis 1. Oktober 1932 Kreis Uslar                                          |
| Wolbrechtshausen    | Nörten-Hardenberg                   | 1. März 1974                  |                                                                          |

## Kfz-Kennzeichen
Am 1. Juli 1956 wurde dem Landkreis bei der Einführung der bis heute gültigen Kfz-Kennzeichen das Unterscheidungszeichen NOM zugewiesen. Es wird durchgängig bis heute ausgegeben. Seit dem 15. November 2012 sind aufgrund der Kennzeichenliberalisierung auch die Unterscheidungszeichen EIN und GAN der ehemaligen Landkreise Einbeck und Gandersheim wieder erhältlich.